# Christine Zierl
Christine Zierl geboren als Christina Giannakopoulos, ook wel bekend als Dolly Dollar (München, 12 juli 1962), is een Duitse actrice.

## Carrière
Na haar opleiding aan de balletschool Roleff Kingie en de toneelschool Gernot Heindl in München werd ze door producent Karl Spiehs ontdekt voor komedies als Cola, Candy, Chocolate en speelde ze ook in bioscoopfilms mee, waaronder Arabische Nächte en Flitterwochen van regisseur Klaus Lemke. In de tweede aflevering van de tv-serie Monaco Franze, Die italienische Angelegenheit, trad ze op als Dolly. Daarna was ze hoofdzakelijk te zien in lichte film- en tv-komedies, later kon ze ook overtuigen als karaktervertolkster in dramatische rollen. In 1992 was ze ook te zien in de Tatort-aflevering Experiment naast Manfred Krug en Charles Brauer. Zo nu en dan verscheen ze als theateractrice. In 2001 werkte ze mee bij de Karl May-spelen in Bad Segeberg in een dramatisering van Der Schatz im Silbersee. In 2015 accepteerde ze een rol bij het Steiners Theater. Aanvang jaren 1080 probeerde ze het als zangeres en publiceerde ze de albums Come a little bit closer en I mog koa Bier. In 1985 opende ze haar lokaal Dollys Treff in München. In september 2016 nam ze onder haar artiestennaam Dolly Dollar deel aan het vierde seizoen van de Sat.1-realityshow Promi Big Brother. Ofschoon ze bij veel mensen als favoriet gold, moest ze verrassend als eerste bewoonster het huis verlaten.

## Privéleven
Christine Zierl was van 1988 tot 2001 getrouwd met de acteur Helmut Zierl, met wie ze twee zoons heeft (geb. 1992 en 1995). Uit een eerdere relatie heeft ze ook een zoon (geb. 1982). Ze woont in Lütjensee.

## Filmografie
- 1978: Popcorn und Himbeereis
- 1979: Sunnyboy und Sugarbaby
- 1979: Cola, Candy, Chocolate
- 1979: Der Allerletzte (tv-film)
- 1979: Graf Dracula (beisst jetzt) in Oberbayern
- 1979: Arabische Nächte
- 1980: Flitterwochen
- 1980: Keiner hat das Pferd geküsst
- 1981: Heute spielen wir den Boß
- 1982: Drei gegen Hollywood (tv-film)
- 1983: Monaco Franze – Der ewige Stenz (tv-serie, aflevering Die italienische Angelegenheit)
- 1983: Das verrückte Strandhotel
- 1983: Manche mögens prall (C.O.D.)
- 1984: Eis am Stiel 5 – Die große Liebe
- 1985: Blam! (tv-serie)
- 1986: Irgendwie und Sowieso
- 1986: Zur Freiheit (tv-serie, aflevering Von unt drunt rauf)
- 1987: Auf Achse (tv-serie, aflevering Im Urwald vermisst)
- 1987: Die Hausmeisterin (tv-serie, aflevering Alles was rund ist)
- 1986: Die Hausmeisterin (tv-serie, aflevering Alles auf Anfang)
- 1987: Das Viereck (tv-film)
- 1988: Heimatmuseum
- 1990: Ein Schloß am Wörthersee (tv-serie, aflevering Der Ehrengast)
- 1990: Die Hallo-Sisters
- 1991: Zockerexpreß
- 1991: Himmelsschlüssel (tv-film)
- 1992: Tatort: Experiment
- 1993: Die Denunziantin
- 1995: Das Kapital (tv-film)
- 1995: Liebling, ich muß auf Geschäftsreise (tv-film)
- 1996: Dr. Monika Lindt – Kinderärztin, Geliebte, Mutter (tv-film)
- 1996: Hallo, Onkel Doc! (tv-serie, aflevering Kunstfehler)
- 1998: Die Menschen sind kalt
- 1998: Das Glück wohnt hinterm Deich (tv-film)
- 1998: Silvias Bauch (tv-film)
- 1999: Alarm für Cobra 11 – Die Autobahnpolizei (tv-serie, 2 afleveringen)
- 2001: Unser Charly (tv-serie, aflevering Reingelegt)
- 2001: Der Ermittler (tv-serie, aflevering Zweikampf)
- 2002-2006: Absolut das Leben (Fernsehserie)
- 2003: Um Himmels Willen (tv-serie, aflevering Falsche Fünfzigerin)
- 2005: SOKO Kitzbühel (tv-serie, aflevering Land & Leute)
- 2018: Der große Rudolph

- Gemeinsame Normdatei: 131847945
- Virtual International Authority File: 33143076
- WorldCat: E39PBJvRTQ37MdmQHpx4jPYF8C